# Miike Snow
Miike Snow är en svensk-amerikansk musikgrupp i genren indie-/elektropop, bildad i Stockholm 2007. Gruppen består av musikproducentduon Christian Karlsson och Pontus Winnberg (mer kända som Bloodshy & Avant) samt den amerikanska singer/songwritern Andrew Wyatt. 
De fick en hit 2009 med låten Animal som spelades flitigt på bland annat brittiska BBC Radio 1 och svenska SR P3. Debutalbumet Miike Snow släpptes i oktober 2009. Under 2010 och sommaren 2010 turnerade de i  Storbritannien, Nordamerika, Australien, Sydamerika och Asien, de spelade även på svenska Popaganda, Peace and Love och Way Out West.
Hösten 2009 spelades låtarna Animal och Plastic Jungle i varsitt avsnitt av den amerikanska tv-serien Gossip Girl. Under våren 2010 var deras låt Sans Soleil med i den amerikanska tv-serien Chuck. Animal har även spelats i Cougar Town, The Hard Times of RJ Berger, samt som ledmotiv till den brittiska sit com-serien Friday night dinner.
Bandets andra album, Happy to You, gavs ut 2012.

## Diskografi
Album
- 2009 – Miike Snow
- 2012 – Happy to You
- 2016 – iii

Singlar
- 2009 - Black and Blue Remixes
- 2009 - Animal
- 2010 - Silvia Remixes [remixes]
- 2010 - The Rabbit
- 2011 - Devil’s Work
- 2012 - Paddling Out
- 2012 - The Wave [remixes]
- 2015 - "Heart Is Full"
- 2015 - "Genghis Khan"
- 2016 - "I Feel The Weight"